# Puma d'Amérique du Nord
Sous-espèce
Synonymes
- Puma concolor arundivaga (Hollister, 1911)[2]
- Puma concolor aztecus (Merriam, 1901)[2]
- Puma concolor browni (Merriam, 1903)[2]
- Puma concolor californica (May, 1896)[2]
- Puma concolor coryi (Bangs, 1899)[2]
- Puma concolor floridana (Cory, 1896)[2]
- Puma concolor hippolestes (Merriam, 1897)[2]
- Puma concolor improcera (Phillips, 1912)[2]
- Puma concolor kaibabensis (Nelson & Goldman, 1931)[2]
- Puma concolor mayensis (Nelson & Goldman, 1929)[2]
- Puma concolor missoulensis (Goldman, 1943)[2]
- Puma concolor olympus (Merriam, 1897)[2]
- Puma concolor oregonensis (Rafinesque, 1832)[2]
- Puma concolor schorgeri (Jackson, 1955)[2]
- Puma concolor stanleyana (Goldman, 1938)[2]
- Puma concolor vancouverensis (Nelson & Goldman, 1932)[2]
- Puma concolor youngi (Goldman, 1936)[2]

Le Puma d'Amérique du Nord, Puma concolor couguar, ou Cougar d'Amérique du Nord, est la sous-espèce de pumas communément rencontrée autrefois dans l'Est de l'Amérique du Nord et qui prédomine encore dans la moitié ouest du continent.
La sous-espèce englobe les couguars que l'on trouve aux États-Unis, dans l'ouest du Canada, la population en danger critique d'extinction des panthères de Floride, et celle éteinte des pumas de l'Est (en). Les populations occidentales du couguar sont parfois observées dans l'ancienne aire de répartition de la population orientale disparue.

## Histoire taxinomique
À partir de 2017, le P. c. cougar a été reconnu comme étant valide par le groupe de travail sur la classification des félins (Cat Classification Taskforce) du Cat Specialist Group.

## Répartition
Plusieurs populations existent encore et prospèrent dans l'Ouest des États-Unis ainsi que dans l'Ouest du Canada, mais le puma d'Amérique du Nord était autrefois communément trouvé dans l'Est des États-Unis. Il y aurait été extirpé au début des années 1900. Les cougars du Michigan auraient été exterminés et seraient disparus eux-aussi au début des années 1900.
Depuis 2015, il est prouvé que la population de pumas pourrait être en hausse au Mexique et avoir une population importante dans les années à venir. Certains scientifiques de référence pensent qu'il peut exister de petits reliquats de populations (environ 50 individus), surtout dans les Appalaches et dans l'Est du Canada. Des découvertes scientifiques récentes sur des pièges à poils dans le parc national de Fundy au Nouveau-Brunswick ont confirmé l'existence d'au moins trois couguars dans la province. Certaines théories postulent que les observations modernes et les données scientifiques (échantillons de poils) proviennent d'une population reproductrice féralisée d'anciens animaux de compagnie, qui pourraient s'hybrider avec les restes de pumas indigènes nord-américains. D'autres prétendent que les couguars de l'Ouest des États-Unis ont rapidement étendu leur aire de répartition vers l'Est. La Fondation du puma de l'Ontario (Ontario Puma Foundation) estime qu'il y a actuellement 850 pumas en Ontario.

### Présence dans l'est des États-Unis
Les observations de pumas dans l'est des États-Unis se poursuivent aujourd'hui, bien que le puma soit considéré comme une espèce disparue.

#### Wisconsin
L'analyse génétique de l'ADN d'un puma aperçu dans le Wisconsin en 2008 a indiqué qu'un puma se trouvait dans le Wisconsin et qu'il ne s'agissait pas d'un animal en captivité. On pense que le puma a migré à partir d'une population indigène dans les Black Hills du Dakota du Sud ; cependant, l'analyse génétique n'a pas pu confirmer cette hypothèse. On ne sait pas non plus si d'autres pumas, peut-être reproducteurs, sont présents. Une deuxième observation a été rapportée et des traces ont été documentées dans une communauté voisine du Wisconsin. Malheureusement, aucune analyse génétique ni détermination n'a pu être réalisée. Ce puma s'est ensuite dirigé vers le sud, dans la banlieue nord de Chicago, à Wilmette.
Le 3 juin 2013, une observation vérifiée a été faite dans le comté de Florence, Wisconsin. Le puma a été photographié par une caméra automatique et confirmé par les biologistes du Département des ressources naturelles du Wisconsin (Wisconsin DNR) en octobre 2013.
En décembre 2020, deux observations, dont une vérifiée, ont été faites dans le comté de Dane, dans et autour de Stoughton (Wisconsin). Le puma a été photographié par un individu, et confirmé par le Wisconsin DNR.

#### Tennessee
Le 26 septembre 2015, un échantillon de poils a été soumis par un chasseur du comté de Carroll (Tennessee) ; l'analyse ADN a indiqué qu'il s'agissait d'une femelle dont la génétique était similaire à celle des pumas du Dakota du Sud,. Les lynx roux de cet État résident actuellement dans des régions qui étaient autrefois parcourues par des pumas.

#### Illinois
Le 14 avril 2008, un puma a déclenché une vague de signalements avant d'être capturé et tué dans le quartier de North Center (Chicago), alors que des agents tentaient de le contenir. Le puma était le premier animal aperçu dans les limites de la ville de Chicago depuis sa fondation en 1833.
Le 22 novembre 2013, un puma a été repéré dans une ferme près de Morrison, dans le comté de Whiteside, en Illinois. Un agent du département des ressources naturelles de l'Illinois l'a ensuite abattu après avoir déterminé qu'il représentait un risque pour le public.

#### Connecticut
En 2011, un puma a été aperçu à Greenwich (Connecticut), puis tué par un SUV à Milford après avoir parcouru 2 400 km depuis le Dakota du Sud.
Si l'origine de ces animaux est inconnue, certains experts en puma pensent que certains sont des animaux captifs qui ont été relâchés ou se sont échappés.

## Écologie
Les prédateurs sympatriques comprennent le grizzli, l'ours noir américain et le jaguar. Les pumas sont connus pour s'attaquer aux oursons.

## Dans la culture
La rivalité entre le couguar et le grizzli était un sujet populaire en Amérique du Nord. Les combats entre eux ont été mis en scène, et ceux qui se sont déroulés dans la nature ont été retranscrits par des gens, y compris des Amérindiens.